# Philémon et Baucis
Philémon et Baucis és una opéra-comique en dos actes amb música de Charles Gounod i llibret en francès de Jules Barbier i Michel Carré, basat en la faula homònima de Jean de la Fontaine, inspirat al seu torn en la faula Filemó i Baucis de Les Metamorfosis d'Ovidi. Es va estrenar el 18 de febrer de 1860 al Théâtre-Lyrique de París.
L'obra pretén aprofitar les possibilitats de les comèdies mitològiques iniciades per l'Orphée aux Enfers d'Offenbach, tot i que  Philémon et Baucis és menys satírica i més sentimental.
A Catalunya, s'estrenà a El Dorado de Barcelona el 1905.